# Black Marvel
The Black Marvel (echte naam Daniel Lyons) was een fictieve superheld uit de strips van Marvel Comics. Hij werd bedacht door Stan Lee en Al Gabriele en verscheen voor het eerst in Mystic Comics vol. 1, #5 (maart 1941), uitgegeven door Marvels voorloper Timely Comics.

## Publicatiegeschiedenis
Black Marvel – een van de eerste creaties van Marvels toekomstige hoofdredacteur en schrijver Stan Lee – verscheen in de omnibus titel Mystic Comics #5-9 (maart 1941 - mei 1942). Het eerste verhaal waarin hij meedeed, werd herdrukt in Marvel Super-Heroes #15 (juli 1968).
Het personage kwam ook voor in een verhaal in All Winners Comics vol. 1, #1 (zomer 1941). Zijn laatste verschijning was in de serie Slingers (november 1998 – november 1999).

## Biografie
Daniel Lyons werd uitgekozen door een "Black Feet" Indianenhoodman (hoeft niet gerelateerd te zijn aan de bestaande Blackfoot stam) om een kampioen der gerechtigheid te worden, nadat hij 100 uitdagers had verslagen. Hij kreeg een speciale boog waar hij na het uitvoeren van een goede daad een kerf in kon maken. Na 100 kerven mocht hij de Black Marvel identiteit aannemen. Als Black Marvel vocht hij onder andere in de Tweede Wereldoorlog.
In latere jaren maakte Lyons een deal met de demon Mephisto. Mephisto gaf Lyon vier kostuums die daarvoor waren gebruikt door Spider-Man, en paste ze wat aan zodat ze de drager superkrachten zouden geven. Met deze kostuums kon Lyons een nieuw team van helden opleiden genaamd de Slingers. Toen de Slingers de deal ontdekten, hielpen ze Black Marvel te ontsnappen aan Mephisto zodat hij in vrede kon sterven.